# Henrique Capriles Radonski
Henrique Capriles Radonski (n. 11 iulie 1972, Caracas, Venezuela) este un politician venezuelan.
Între 2000 și 2008 a îndeplinit funcția de primar al municipiului Baruta din Caracas. În 2008 a devenit guvernatorul provinciei Miranda, mandat pe care l-a dedicat în special problemelor de educație. În consecință, Miranda a devenit prima regiune din Venezuela care a luat parte în cadrul testului Pisa al Organizației pentru Cooperare și Dezvoltare Economică (OCDE). În prezent este candidatul opoziției pentru alegerile prezidențiale din octombrie 2012.